# Hallonglasvinge
Hallonglasvinge (Pennisetia hylaeiformis) är en fjäril i familjen glasvingar vars larv främst lever på hallon.

## Kännetecken
Den fullbildade fjärilen är svart med gula tvärgående ränder på bakkroppen. Vingbredden är upp till 32 millimeter. Larverna är vitaktiga med mörkare huvud.

## Utbredning
Hallonglasvingen är i Europa utbredd i de södra, centrala och norra delarna. I Sverige är den allmänt förekommande och finns norrut till Åsele lappmark.

## Levnadssätt
Hallonglasvingen hittas där hallon växer, som i skogsbryn och på hyggen, men även på odlade hallon i trädgårdar. Fjärilen har en tvåårig larvutveckling. Honan lägger äggen nära basen på en hallonplanta. Larven gnager först på rötterna, för att senare gnaga sig upp i stjälken. I stjälken sker också förpuppningen. De fullbildade fjärilarna flyger från juni till augusti.